# ویلیام پاول
ویلیام پاول (انگلیسی: William Powell؛ زاده ۲۹ ژوئیهٔ ۱۸۹۲ – درگذشته ۵ مارس ۱۹۸۴) هنرپیشه اهل کشور ایالات متحده آمریکا بود.

## گزیده فیلمشناسی
از فیلم‌ها یا برنامه‌های تلویزیونی که وی در آن نقش داشته‌است می‌توان به آثار زیر اشاره کرد.
- شرلوک هولمز (۱۹۲۲)
- آلومای دریاهای جنوب (۱۹۲۶)
- بو ژست (۱۹۲۶)
- گتسبی بزرگ (۱۹۲۶)
- نیویورک (۱۹۲۷)
- محموله ویژه (۱۹۲۷)
- نوادا (۱۹۲۷)
- عشق پولی (۱۹۲۷)
- شرکای جرم (۱۹۲۸)
- آخرین فرمان (۱۹۲۸)
- تداخل (۱۹۲۸)
- برای اثبات بی‌گناهی (۱۹۳۰)
- ملودرام منهتن (۱۹۳۴)
- مرد لاغر (۱۹۳۴)
- زیگفلد کبیر (۱۹۳۶)
- مرد من گادفری (۱۹۳۶)
- بانوی برچسب‌خورده (۱۹۳۶)
- به دنبال مرد لاغر (۱۹۳۶)
- یه مرد لاغر دیگه (۱۹۳۹)
- زندگی با پدر (۱۹۴۷)
- ترانه مرد لاغر (۱۹۴۷)
- دختری که همه چیز داشته‌است (۱۹۵۳)
- آقای رابرتس (۱۹۵۵)

## مرگ
پاول در 5 مارس 1984 در پالم اسپرینگز، کالیفرنیا، در سن 91 سالگی بر اثر ذات الریه درگذشت.